# 虹梅高架路
虹梅高架路，又称虹梅南路高架、虹梅南路－金海路通道工程（虹梅南路段），是上海市一条城市高架路，北起中环线西南拐角（上中西路虹梅南路口），以高架形式沿虹梅南路向南，跨越S20、银都路、放鹤路等道路后终于永德路北侧接地点，并接虹梅南路隧道，全长10.4公里，主线双向4车道，其中银都路至S20为主线4车道+2集散车道，设计时速60~80公里，地面辅道以双柏路为界，北侧双向6车道，南侧双向4车道，设计时速40~50公里。该工程原预计2017年年底竣工，后因建设进度较快，最终于同年9月29日20时18分通车。

## 沿线出入口
- 中环虹梅南路立交
- S20外环高速（西侧入，东侧出，非立交）
- 银都路（西侧出，东侧入）
- 双柏路（西侧入，东侧出）
- 元江路
- 放鹤路（西侧出，东侧入，非申嘉湖高速立交）
- 剑川路（西侧入，东侧出）
- 虹梅南路隧道[4]